# Campus Life ~Umarete Kite Yokatta~
Campus Life ～ Umarete Kite Yokatta ～ (キャンパスライフ～生まれて来てよかった～ Kyanpasu raifu ~ umarete kite yokatta ~?, Vida del campus ～Estoy agradecida de haber nacido～) es el décimo segundo sencillo oficial de ℃-ute.Fue lanzado bajo el sello de Zetima el 28 de abril de 2010.En su 1.er día en ventas vendió 7934 ocupando solo el 3° puesto en el ranking diario de Oricon a comparación de su anterior sencillo que ocupó el 1.er puesto. Por otra parte no les fue tan mal porque a la 3° semana de ventas en Oricon su puesto era el 5°. 

## Lista de canciones

### CD
- Campus Life ～Umarete kite Yokatta～
- Tachi agare Otome Tachi
- Campus Life ～Umarete kite Yokatta～(Instrumental)

### Edición Limitada A (DVD)
- Campus Life ~Umarete Kite Yokatta~ (Dance Shot Ver.)

### Edición Limitada B (DVD)
- Campus Life ~Umarete Kite Yokatta~ (Close-up Ver.)

### Single V
- Campus Life ~Umarete Kite Yokatta~ (PV)
- Campus Life ~Umarete Kite Yokatta~ (Natural Lip Ver.)
- Making of (メイキング映像)

### Event V
- Campus Life ~Umarete Kite Yokatta~ (Natural Lip & Close-up Mix Ver.)
- Campus Life ~Umarete Kite Yokatta~ (Yajima Maimi Solo Ver.)
- Campus Life ~Umarete Kite Yokatta~ (Nakajima Saki Solo Ver.)
- Campus Life ~Umarete Kite Yokatta~ (Suzuki Airi Solo Ver.)
- Campus Life ~Umarete Kite Yokatta~ (Okai Chisato Solo Ver.)
- Campus Life ~Umarete Kite Yokatta~ (Hagiwara Mai Solo Ver.)

## Miembros presentes
- Maimi Yajima
- Saki Nakajima
- Airi Suzuki
- Chisato Okai
- Mai Hagiwara